# Alfa Sextantis
Alfa Sextantis (α Sex) – najjaśniejsza gwiazda w gwiazdozbiorze Sekstantu. Jest odległa od Słońca o około 283 lata świetlne.

## Charakterystyka
Jest to biała gwiazda sklasyfikowana jako olbrzym, należąca do typu widmowego A0. Jej temperatura to 9900 K, wyższa niż temperatura fotosfery Słońca, a jej jasność jest 122 razy większa niż jasność Słońca. Gwiazda ma promień 3,8 razy większy niż Słońce i trzykrotnie większą masę. Ma ona 300 milionów lat i najprawdopodobniej dopiero zbliża się do końca okresu syntezy wodoru w hel. W ciągu 60 milionów lat rzeczywiście go zakończy i stanie się znacznie jaśniejszym pomarańczowym olbrzymem. Niska zmierzona wartość prędkości obrotu wskazuje, że gwiazda jest zwrócona biegunem w stronę Słońca; gwiazdy tego typu, które rzeczywiście obracają się nietypowo wolno, mają chemicznie osobliwe widmo, zaś Alfa Sextantis ma normalne. Gwiazda jest bliska równika niebieskiego, do 1923 roku znajdowała się na północnej półkuli nieba, ale wskutek precesji osi ziemskiej obecnie (J2000) znajduje się ponad ćwierć stopnia na południe od niego.